# Bilal Coulibaly
Bilal Coulibaly (Saint-Cloud, 26 luglio 2004) è un cestista francese.

## Carriera
Nel 2023 è stato selezionato con la settima scelta assoluta al Draft NBA dagli Indiana Pacers, venendo subito scambiato ai Washington Wizards in cambio di Jarace Walker.

## Statistiche

### LNB
| Anno      | Squadra          | PG | PT | MP   | TC%  | 3P%  | TL%  | RP  | AP  | PRP | SP  | PP  |
| --------- | ---------------- | -- | -- | ---- | ---- | ---- | ---- | --- | --- | --- | --- | --- |
| 2022-2023 | Metropolitans 92 | 27 | -  | 18,1 | 53,2 | 45,2 | 59,5 | 3,1 | 0,8 | 0,8 | 0,2 | 5,0 |
| Carriera  | Carriera         | 27 | -  | 18,1 | 53,2 | 45,2 | 59,5 | 3,1 | 0,8 | 0,8 | 0,2 | 5,0 |

### NBA

#### Regular Season
| Anno      | Squadra       | PG  | PT | MP   | TC%  | 3P%  | TL%  | RP  | AP  | PRP | SP  | PP   |
| --------- | ------------- | --- | -- | ---- | ---- | ---- | ---- | --- | --- | --- | --- | ---- |
| 2023-2024 | Wash. Wizards | 63  | 15 | 27,2 | 43,5 | 34,6 | 70,2 | 4,1 | 1,7 | 0,9 | 0,8 | 8,4  |
| 2024-2025 | Wash. Wizards | 59  | 59 | 33,0 | 42,1 | 28,1 | 74,6 | 5,0 | 3,4 | 1,3 | 0,7 | 12,3 |
| Carriera  | Carriera      | 122 | 74 | 30,0 | 42,7 | 31,1 | 72,8 | 4,5 | 2,5 | 1,1 | 0,7 | 10,3 |